# 武汉天地
武汉天地是武汉的一个集商业步行街、商场、住宅及写字楼一体的地产项目。

## 历史
2009年由香港瑞安房地产公司所建，位于原汉口日租界内，并保留修缮了9座洋房。坐落于长江二桥附近，与武汉市第二中学，武汉市七一中学，武汉市二中广雅中学临近，武汉天地以其美食文化以及现代西方文化和传统武汉文化交融而闻名，并保有独特的老汉口风情，背依长江，临近武汉地铁1号线及8号线黄浦路站，吸引很多游客前来参观。